# Constituições estaduais do Brasil

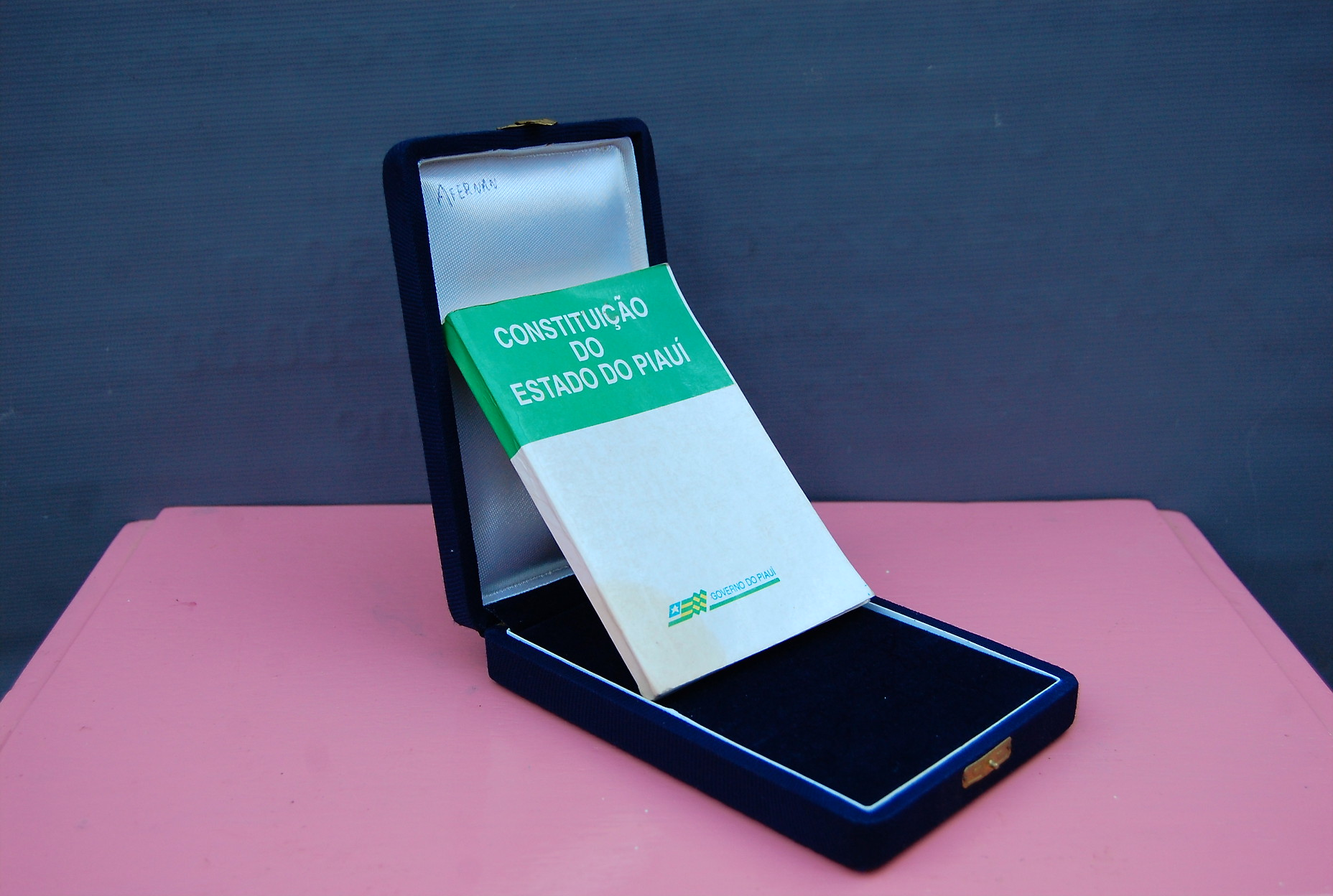
Constituição do Estado do Piauí

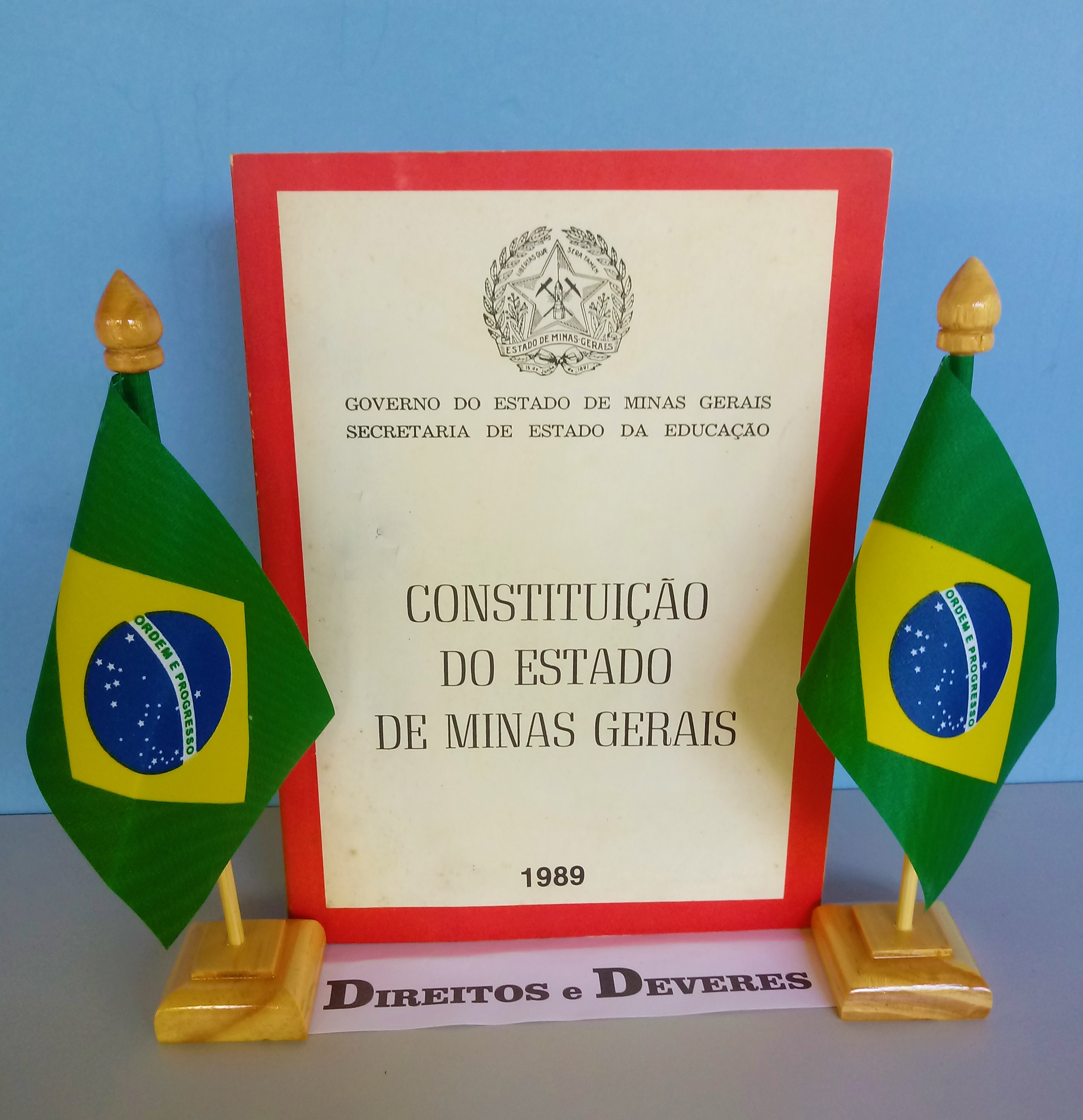
Constituição do Estado de Minas Gerais

Sendo o Brasil uma república federativa, cada estado edita sua própria constituição estadual (poder constituinte decorrente) ficando obrigado, entretanto, a observar o princípio da simetria constitucional para com a Constituição Federal.
Já para outros entes federativos, como os municípios e o Distrito Federal, é a lei orgânica a espécie normativa que faz as vezes de lei fundamental.
Por fim, temos o excepcional caso do distrito estadual de Fernando de Noronha que, não gozando de autonomia política, tem sua lei fundamental editada pelo estado de Pernambuco.

## Lista de constituições estaduais
A seguir, uma lista das constituições em vigor nos estados brasileiros e as respectivas datas em que entraram em vigor.
- Constituição do Estado do Acre de 3 de outubro de 1989
- Constituição do Estado de Alagoas
- Constituição do Estado do Amapá de 20 de dezembro de 1991
- Constituição do Estado do Amazonas de 5 de outubro de 1989
- Constituição do Estado da Bahia de 5 de outubro de 1989
- Constituição Política do Estado do Ceará
- Constituição do Estado do Espírito Santo
- Constituição do Estado de Goiás de 5 de outubro de 1989
- Constituição do Estado do Maranhão
- Constituição do Estado de Mato Grosso
- Constituição do Estado de Mato Grosso do Sul
- Constituição do Estado de Minas Gerais de 21 de setembro de 1989
- Constituição do Estado do Pará de 5 de outubro de 1989
- Constituição do Estado da Paraíba de 5 de outubro de 1989
- Constituição do Estado do Paraná
- Constituição de Pernambuco de 5 de outubro de 1989
- Constituição do Estado do Piauí de 5 de outubro de 1989
- Constituição do Estado do Rio de Janeiro
- Constituição do Estado do Rio Grande do Norte
- Constituição do Estado do Rio Grande do Sul
- Constituição do Estado de Rondônia de 28 de setembro de 1989
- Constituição do Estado de Roraima de 31 de dezembro de 1991
- Constituição do Estado de Santa Catarina de 5 de outubro de 1989
- Constituição Política do Estado de São Paulo de 5 de outubro de 1989
- Constituição do Estado de Sergipe
- Constituição do Estado do Tocantins de 5 de outubro de 1989
- Lei Orgânica do Distrito Federal de 8 de junho de 1993